# میکروفون (فیلم)
«میکروفون» (عربی: ميكروفون) یک فیلم است که در سال ۲۰۱۰ منتشر شد.